# Daniel Brinkmann
Pour les articles homonymes, voir Brinkmann.
Daniel Brinkmann est un ancien footballeur allemand, né le 29 janvier 1986 à Horn-Bad Meinberg. Il évoluait au poste de milieu défensif.

## Statistiques
| Saison    | Club            | Pays              | Championnat        | Coupes nationales | Coupe d'Europe |
| --------- | --------------- | ----------------- | ------------------ | ----------------- | -------------- |
| 2004-2005 | SC Paderborn 07 | Regionalliga Nord | 2 matchs           | -                 | -              |
| 2005-2006 | SC Paderborn 07 | 2.Bundesliga      | 27 matchs / 1 but  | -                 | -              |
| 2006-2007 | SC Paderborn 07 | 2.Bundesliga      | 24 matchs          | 1 match           | -              |
| 2007-2008 | SC Paderborn 07 | 2.Bundesliga      | 3 matchs           | 1 match           | -              |
| 2007-2008 | Aix-la-Chapelle | 2.Bundesliga      | 12 matchs / 3 buts | -                 | -              |
| 2008-2009 | Aix-la-Chapelle | 2.Bundesliga      | 20 matchs / 2 buts | 1 match           | -              |
| 2009-2010 | FC Augsburg     | 2.Bundesliga      | 29 matchs / 3 buts | 5 matchs / 1 but  | -              |
| 2010-2011 | FC Augsburg     | 2.Bundesliga      | 22 matchs          | 3 matchs          | -              |
| 2011-2012 | FC Augsburg     | Bundesliga        | 15 matchs / 1 but  | 2 matchs / 1 but  | -              |

Dernière mise à jour le 11 mars 2012